# Charaxes antamboulou
Charaxes antamboulou là một loài bướm ngày thuộc họ Nymphalidae. Nó được tìm thấy ở Madagascar.
Ấu trùng ăn các loài Croton.

## Hình ảnh

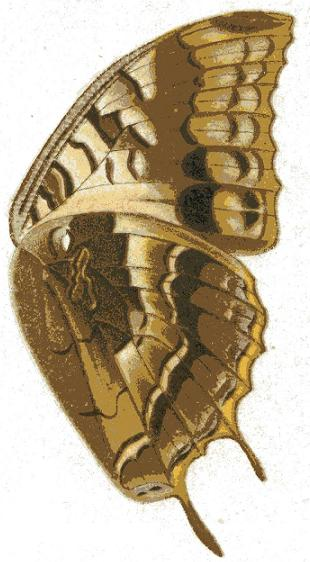
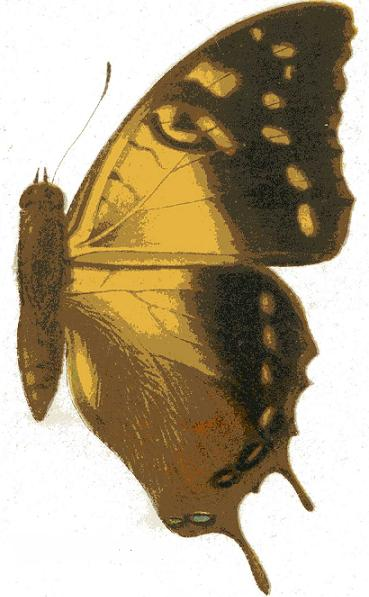
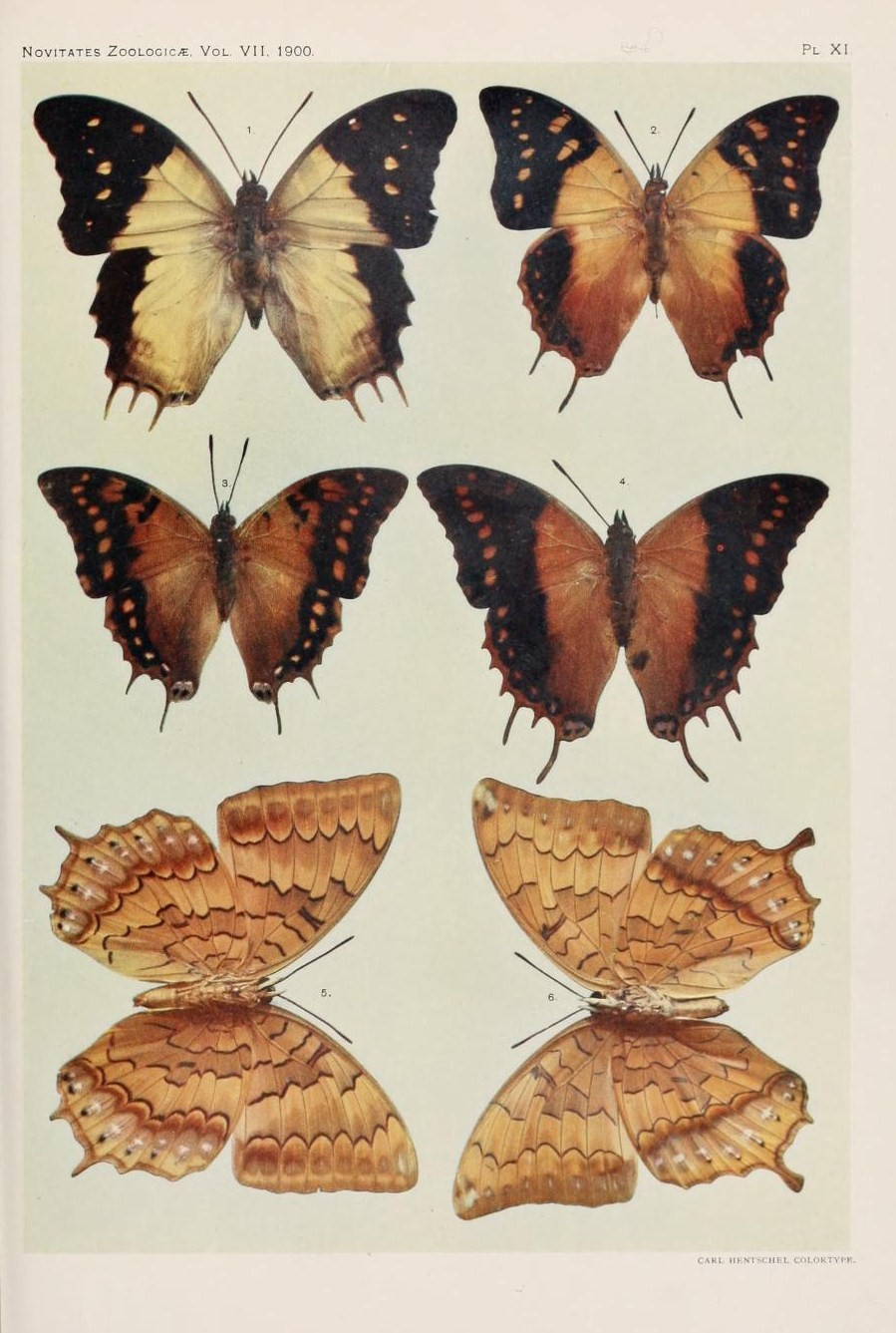